# Euphorbia aserbajdzhanica
Euphorbia aserbajdzhanica là một loài thực vật có hoa trong họ Đại kích. Loài này được Bordz. mô tả khoa học đầu tiên năm 1928.